# Світочі християнства
«Світочі християнства», або «Факели Нерона» — масштабна картина польського художника-академіста Генріха Семирадського (1843—1902), завершена у 1876 році. Висвітлює тему жорстокості правління римського імператора Нерона і його наругу над першими християнами. Картина має розміри 385 × 704 см, нині перебуває в зібранні Національного музею у Кракові, Польща.

## Сюжет і композиція
Картина «Світочі християнства» зображає сцену спалення за наказом імператора Нерона прив'язаних до високих палів мучеників християнства, що відбувається у присутності імператора та наближених до його двору груп патриціїв, сенаторів, гладіаторів, танцівниць. В основу сюжету покладені реальні історичні події, а задум твору виник у художника під впливом хронік Тацита і оповідань Светонія. Тацит доніс до сучасників історію, як за наказом Нерона у ніч з 18 на 19 липня 64 року у Римі були організовані пожежі, що тривали майже тиждень і зруйнували велику частину міста. Вина за пожежі була покладена на християн, яких піддавали тортурам і спалювали після заходу сонця на палях — вночі їхні тіла слугували смолоскипами.
Композиція цього монументального твору включає понад сто персонажів, вона розбита на дві частини:
- права група — «золотий дім» Нерона та група негрів, що несуть імператора в лектиці, і численні «глядачі»;
- ліва група — з сірим понурим небом, темно-зеленими кипарисами, палями і тілами, загорнутими в солому, яку мають підпалити за помахом червоної хустки уповноваженого за наказом Нерона.

Ідейно картина відтворює боротьбу зла і добра, зображає протиставлення світу катів і мучеників.

## Успіх картини
Сучасники високо оцінили масштабне полотно «Світочі християнства», воно стало визначною пам'яткою польської культури і мистецтва. Тривалий час твір не сходив з уст шанувальників таланту митця, а у тогочасному світському середовищі точилися дискусії, чий твір вважати найповажнішим у польському мистецтві — «Світочі християнства» Генріха Семирадського, «Битву під Грюнвальдом» Яна Матейка чи «Четвірку коней біля дверей фільварку» Юзефа Хелмонського.
За картину «Світочі християнства» Рада Імператорської академії мистецтв надала Семирадському 9 березня 1877 року звання професора й висловила подяку, що «уся його художня діяльність приносить честь Академії та російському мистецтву». Полотно експонувалося на Всесвітній виставці в Парижі й принесло художнику звання члена Берлінської, Стокгольмської і Римської Академій, а також орден Почесного легіону від французького уряду та орденські знаки «Корони Італії»; галерея Уффіци запропонувала художнику написати свій автопортрет. «Світочі християнства» Семирадський подарував Кракову для заснування Національного художнього музею.